# Charles Darwin
Charles Robert Darwin (født 12. februar 1809, død 19. april 1882) var en engelsk naturforsker og geolog. Han er bedst kendt for sine bidrag til evolutionsteorien. Teorien er en hypotese om, at alle arter af liv nedstammer fra fælles forfædre. I en fælles publikation med Alfred Russel Wallace introducerede han sin videnskabelige teori: at denne evolution var resultat af en proces, som han kaldte naturlig selektion, hvor kampen for overlevelse har en lignende effekt som den, der ses ved kunstig udvælgelse inden for selektiv avl. Han var far til George og Francis Darwin.
Darwin udgav sin teori om evolution i sin bog fra 1859, Arternes Oprindelse, hvori han også overvandt de tidligere videnskabelige afvisninger af, at arterne skulle kunne ændre sig. I 1870'erne havde det videnskabelige samfund og meget af den brede offentlighed accepteret evolution som en kendsgerning. Men mange begunstigede konkurrerende forklaringer, og det var først ved fremkomsten af den moderne evolutionære syntese fra 1930'erne til 1950'erne, at en bred konsensus skabtes om naturlig udvælgelse som den grundlæggende mekanisme for evolution. I ændret form har Darwins videnskabelige opdagelse været den samlende teori i videnskabens forklaring på livets mangfoldighed. Mikroskopi, indsigt i mutationer som almindelig kilde til svækkelse af individer og andre nutidige videnskabelige indsigter har igen rejst debat om Darwins teorier.[kilde mangler]

## Liv og arbejde

### Barndom og uddannelse
Charles Robert Darwin blev født i Shrewsbury i Shropshire i England den 12. februar 1809 i familiens hjem, The Mount, Han var det 5. af seks børn af den rige læge og finansmand Robert Darwin og Susannah Darwin (født Wedgwood). Han var barnebarn af Erasmus Darwin og af Josiah Wedgwood. Den otteårige Charles havde allerede smag for naturhistorie og indsamling af naturmaterialer, da han i 1817 blev indmeldt i dagskolen, hvis leder var præst. I juli samme år døde hans mor. Fra september 1818 begyndte han som kostskoleelev i den nærliggende anglikanske Shrewsbury School, hvor hans ældre bror Erasmus også gik.
Darwin var i sommeren 1825 i lære som læge og hjalp sin far med at behandle de fattige i Shropshire, før han i oktober 1825 begyndte på University of Edinburgh Medical School sammen med sin bror Erasmus . Han fandt forelæsningerne kedelige og kirurgi foruroligende, hvilket fik ham til at forsømme studiet. Han lærte taksidermi af John Edmonstone, en frigivet sort slave som havde ledsaget Charles Waterton i den sydamerikanske regnskov, og sad ofte med denne "meget elskværdige og intelligente mand".
På Darwins andet år på universitetet meldte han sig ind i Plinian Society, en studiegruppe om naturhistorie, hvis debatter gik i retning af yderliggående materialisme. Han assisterede Robert Edmond Grants undersøgelser af marine hvirvelløse dyrs anatomi og livscyklus i Firth of Forth, og den 27. marts 1827 præsenterede han sine egne opdagelser ved Plinian Society om, at sorte sporer fundet i østersskaller var æg fra en igle. En dag omtalte Grant rosende Lamarcks evolutionære ideer. Darwin var forundret, men havde nyligt læst sin bedstefar Erasmus' lignende ideer og var indifferent. Darwin kedede sig temmelig meget ved Robert Jamesons kursus i naturhistorie, som dækkede geologi og debatten mellem neptunisme og plutonisme. Han lærte klassificering af planter og assisterede med arbejdet med samlingen på University Museum – et af de største museer i Europa på den tid.
Hans forsømmelse af de medicinske studier irriterede hans far, som snedigt sendte ham til Christ's College i Cambridge for at han kunne få en Bachelor of Arts-grad som første trin på vejen mod at blive anglikansk præst. Da Darwin var underkvalificeret til Tripos, deltog han i kurserne på almindeligt niveau i januar 1828. Han foretrak ridning og skydning for at studere. Hans fætter William Darwin Fox introducerede ham til den populære billeindsamling, som Darwin ivrigt dyrkede. Det førte til publicering af nogle af hans fund i Stevens' Illustrations of British entomology. Han blev nær ven og tilhænger af botanikprofessoren John Stevens Henslow og mødte her andre naturalister, som så videnskabeligt arbejde som religiøs naturlig teologi, og blev kendt blandt disse universitetslærere som "manden der går med Henslow". Da hans egne eksaminer nærmede sig, fokuserede Darwin på sine studier og blev begejstret for sproget og logikken i William Paleys Evidences of Christianity. Ved sin sidste eksamen i januar 1831 blev Darwin nummer 10 af 178 bachelorkandidater.
Darwin blev på Cambridge til juni. Han studerede Paleys Natural Theology, som opstillede et argument for guddommelig design i naturen, der forklarede adaptation som gud, der handler gennem naturlovene. Han læste John Herschels nye bog, som beskrev det højeste formål med naturfilosofi som forståelse for sådanne love gennem induktivt ræsonnement baseret på observation, og Alexander von Humboldts Personal Narrative (Personlige Beretning) af videnskabelige rejser. Inspireret med "en brændende ildhu" for at bidrage planlagde Darwin et besøg på Tenerife med nogle studiekammerater efter færdiggørelsen af uddannelsen for at studere naturhistorie i troperne. Som forberedelse deltog han i Adam Sedgwicks geologikursus og tog med ham i fjorten dage om sommeren for at kortlægge strata i Wales. Efter en uge med studiekammerater ved Barmouth vendte han hjem for at finde et brev fra Henslow, der havde anbefalet Darwin som en passende gentleman og biolog til en ekspedition, der skulle kortlægge den sydamerikanske kystlinje. Kaptajn Robert FitzRoy ønskede en følgesvend ikke blot en indsamler på HMS Beagle, der skulle afsejle fire uger senere. Darwins far protesterede mod den planlagte toårige rejse, idet han betragtede rejsen som spild af tid, men blev overbevist af sin svoger, Josiah Wedgwood, til at indvillige i sønnens deltagelse.

### Ekspeditionen med HMSBeagle
Rejsen begyndte den 27. december 1831 og varede næsten fem år og, som FitzRoy havde tilsigtet, brugte Darwin det meste af tiden på land, hvor han undersøgte geologien og foretog naturhistoriske indsamlinger, mens Beagle besigtigede og kortlagde kysterne. Han tog grundige notater af sine observationer og teoretiske spekulationer, og under rejsen blev hans eksemplarer med mellemrum sendt til Cambridge sammen med breve med en kopi af hans dagbog til hans familie. Han havde nogen ekspertise i geologi, billeindsamling og dissekering af marine hvirvelløse dyr, men i alle andre felter var han novice og indsamlede kyndigt eksemplarer til ekspertgennemgang. På trods af, at han led stærkt af søsyge, skrev han rige noter, mens han var ombord på skibet. De fleste af hans notater om zoologi er om marine hvirvelløse dyr, fra plankton indsamlet i en rolig periode.
På deres første stop i land ved St. Jago fandt Darwin, at et hvidt bånd højt oppe i de vulkanske klipper indeholdt strandskaller. FitzRoy havde givet ham første bind af Charles Lyells Principles of Geology, som opstillede Aktualitetsprincippet for land, der langsomt rejser eller sænker sig over enorme tidsperioder,[II] og Darwin så tingene på Lyells måde, mens han teoretiserede og tænkte på at skrive en bog om geologi.
I Brasilien blev Darwin begejstret for den tropiske skov, men afskyede synet af slaveri.
På den videre sejlads mod Patagonien ankrede Beagle op ved Bahía Blanca, hvor Darwin gjorde et afgørende fund af fossile knogler fra kæmpestore uddøde pattedyr sammen med nutidige strandskaller i klipperne nær Punta Alta. Det indikerede nyere uddøen uden tegn på ændringer i klimaet eller katastrofer. Han identificerede det næsten ukendte pattedyr Megatherium på en tand. Fundet af et benet panser samme sted medførte, at Darwin først opfattede fundet som en kæmpe udgave af lokale bæltedyr. Fundene vakte stor interesse, da de nåede England. På ture med gauchoer i det indre for at udforske geologien og indsamle flere fossiler fik han social, politisk og antropologisk indblik i både de oprindelige og koloniale folk i tiden for revolution og lærte, at to typer nanduer var blevet adskilt men overlappede territorielt. Længere mod syd så han trappeformede sletter af ral og strandskaller som hævede strandlinjer, der viste en række af forhøjninger. Han læste Lyells andet bind og accepterede dets syn på "centrer for skabelse" af arter, men hans opdagelser og teoretiseringer udfordrede Lyells ideer om jævn kontinuitet og om arters uddøen.
Tre fuegianere om bord, som var blevet tilfangetaget under den første rejse med Beagle og havde tilbragt et år i England, blev ført tilbage til Tierra del Fuego som missionærer. Darwin syntes, de var venlige og civiliserede, men alligevel virkede deres slægtninge som "usle, fornedrede vilde", så forskellige som vilde sammenlignet med tamme dyr. For Darwin viste forskellen kulturelle fordele, ikke racemæssig underlegenhed. Ulig sine videnskabelige venner tænkte han nu, at der ikke var en uforenelig forskel mellem mennesker og dyr. Et år efter blev missionen nedlagt. Fuegianeren, som de havde navngivet Jemmy Button, boede som de andre indfødte, havde en kone og havde intet ønske om at vende tilbage til England.
Darwin oplevede et jordskælv i Chile og så tegn på, at landet lige var blevet hævet, inklusiv muslingelag, der var strandet over højvande. Højt oppe i Andesbjergene så han strandskaller, og adskillige fossile træer, der havde vokset på sandstrande. Han teoretiserede, at i takt med at landet hævede sig, sænkede øerne sig, og koralrev omkring den voksede, hvormed de dannede atoller.
På de geologisk set nye Galápagosøer så Darwin efter beviser, der knyttede dyrelivet sammen med et ældre "center for skabelse" og fandt spottedrosler beslægtet med dem i Chile og forskellige fra ø til ø. Han hørte, at små variationer i udformningen af landskildpadders skjolde, viste hvilken ø, de kom fra, men havde ikke held til at indsamle dem, selv efter at have spist skildpadder, som var taget med ombord. I Australien forekom pungdyrene rottekænguruen og næbdyret så usædvanlige, at Darwin spekulerede over, det nærmest var som om to forskellige skabere havde været i gang. Han syntes aboriginerne var "godhjertede og behagelige" og bemærkede deres forsvinden ved europæisk bosættelse.
Beagle undersøgte, hvordan Cocosøernes atollerne var blevet dannet, og undersøgelsen understøttede Darwins teoretiseringer. FitzRoy begyndte at skrive den officielle "Beretning" fra Beagle-rejsen og efter at have læst Darwins dagbog, foreslog han at indlemme den i opgørelsen. Darwins Dagbog blev med tiden omskrevet som et enkeltstående tredje bind om naturhistorie.
I Cape Town mødte Darwin og FitzRoy John Herschel, som for nylig havde skrevet til Lyell og rost hans aktualitetsprincip som åben dristig spekulation om "det mysterium af mysterier, erstatningen af uddøde arter med andre" som "en naturlig i modsætning til en mirakuløs proces". Da han organiserede sine noter, mens skibet sejlede hjemad, skrev Darwin, at hvis hans voksende mistanke om spottedroslerne, skildpadderne og falklandsulvene var korrekte, "underminerer sådanne fakta stabiliteten af arter", hvorefter han varsomt tilføjede et "ville", for at gøre sætningen indikativ. Han skrev senere, at sådanne fakta "forekom mig at kaste noget lys på arternes oprindelse".

### Færden medBeagle
Som ung påmønstrede han 90 fods (ca. 27 meter) briggen HMS Beagle og sejlede jorden rundt 1831-1836. Han kom med på rejsen i stedet for sin biologilærer. På rejsen gjorde han en lang række iagttagelser af forskellige plante- og dyrearter og deres geografiske fordeling. Sammen med dem og oplysninger fra opdrættere af husdyr i mange lande nåede han den konklusion, at arterne havde udviklet sig fra en fælles forfader. Det førte til hypotesen om naturlig selektion, og at den naturlige udvælgelse gjorde, at det altid var den bedst egnede, der overlevede.

### Evolutionsteorien
Den 24. november 1859 udgav han bogen The Origin of Species by Means of Natural Selection (dansk oversættelse ved J.P. Jacobsen, Om Arternes Oprindelse ved Kvalitetsvalg eller ved de heldigst stillede Formers Sejr i Kampen for Tilværelsen, 1872; populært kaldet Arternes Oprindelse). Bogen revolutionerede udviklingsteorien og medførte en hidsig debat også uden for fagfolkenes kreds, idet der var uvilje mod at forkaste skabelsesberetningen i Bibelen, mens andre (deriblandt Karl Marx) var begejstrede for teorien. I øvrigt var Darwin ikke den første til at tænke i de baner; den norske filosof Niels Treschow havde 50 år før Darwin fremmet en hypotese om menneskets biologiske afstamning fra en dyreart. På trods af forskningens fremskridt er Darwins bog stadig læseværdig, også takket være forfatterens klare fremstilling.
Charles Darwins opdagelser gav anledning til radikale måder at tyde tilværelsen på, som hurtigt fik betegnelsen "darwinisme". Siden 1930'erne har darwinismen reelt været opdelt i to forskellige retninger, socialdarwinisme og neodarwinisme.
- Socialdarwinismen var en filosofisk retning formuleret af Herbert Spencer i 1860, der søgte at forklare samfundsudviklingen ved hjælp af Darwins biologiske evolutionsteori, og som skulle blive til stor inspiration for eugenik i USA og andre lande op til 2. verdenskrig, herunder Nazityskland og det fascistiske Italien. Socialdarwinismen har ikke noget med Darwin at gøre, og selv skrev han:

"Hos de vilde bukker de svage i krop eller sind snart under, og de, der overlever, vil almindeligvis være ved godt helbred. Vi civiliserede mennesker gør på den anden side vort yderste for at kontrollere svindprocessen: vi bygger asyler for de tilbagestående, de lemlæstede og de syge; vi indfører fattiglove; og vore medicinere gør deres yderste for at redde den enkeltes liv. Der er grund til at tro, at vaccination har reddet tusinder, der som følge af svækket helbred tidligere ville være bukket under for kopper. Dermed formerer de svage medlemmer af civiliserede samfund sig. Ingen involveret i opdræt af husdyr vil tvivle på, at dette vil være yderst skadelig for menneskeracen. Det er overraskende, hvor hurtigt manglende omsorg eller forkert pleje fører til svækkelse af en husdyrart, men bortset fra eksemplet med mennesket selv, er der næppe nogen så uvidende, at de lader sine dårligste dyr formere sig." (The Descent of Man, 1871; bind 1, s. 168)
- Neodarwinismen er resultatet af den moderne empiriske, videnskabelige måde at udforske evolutionsteorien på. I 1868 udkom en fortsættelsen til Arternes Oprindelse, The Variation of Animals and Plants under Domestication. Den er blandt biologer lige så kendt og berømt som Arternes Oprindelse. En amerikansk baptistavis, The Watchman Examiner, skrev i 1915, at Darwin var vendt tilbage til kristendommen på sit dødsleje (Lady Hope story). Hans børn benægtede det; hans sidste ord til Emma var: "Husk, hvilken god kone, du har været".

### Den bedst tilpassede er den, der overlever
Darwin er fejlagtigt tilskrevet udtrykket The survival of the fittest, der ovenikøbet er forkert oversat til "Den stærkeste overlever". Korrekt oversættelse er "Den bedst tilpassede overlever." Evolution drejer sig jo netop om artens såvel som individets tilpasning til omgivelserne. Udsagnet er ikke Darwins; derimod talte han om struggle for existence (= kamp for at eksistere, kampen for overlevelse), som er noget helt andet.

## Forfatterskab
- The descent of man, and selection in relation to sex; London 1871 (bind 1).
- The descent of man, and selection in relation to sex; London 1871 (bind 2).
- Charles Darwin (1909), Arternes Oprindelse, Gyldendal, Wikidata  Q106765273